# Строкова, Вера Сергеевна
Ве́ра Серге́евна Стро́кова (род. 10 сентября 1985, Москва, РСФСР, СССР) — российская актриса театра и кино.

## Биография
Вера Строкова родилась 10 сентября 1985 года в Москве. 
В детстве Вера не думала о карьере актрисы. Её прабабушка была оперной певицей, но актёров в семье не было. Дед был журналистом, и внучка собиралась выбрать эту профессию, готовилась поступать на журфак. В школьные годы посещала театральную школу в Гнездниковском переулке, любила читать стихи. 
В 2002 году окончила среднюю общеобразовательную школу и попыталась поступить в театральный вуз, но, потерпев неудачу, устроилась работать поваром в пиццерию, а также раздавала на улицах разные рекламные листовки.
Вторая попытка в 2003 году оказалась успешной — Вера поступила на актёрский факультет Театрального института имени Бориса Щукина (художественный руководитель курса — Павел Евгеньевич Любимцев), который окончила в 2007 году.
Во время учёбы Строковой на третьем курсе театрального института, в учебной постановке «Рудольфио» по произведению Валентина Распутина её увидел режиссёр Павел Сафонов и пригласил на роль Сони Мармеладовой в спектакле «Сны Родиона Раскольникова» антрепризной компании «Театральное товарищество 814», возглавляемой Олегом Меньшиковым. Эта роль стала для актрисы дебютом на театральной сцене. В этом же 2006 году Строкова начала играть в спектаклях Театра имени Моссовета.
В 2007 году, сразу после окончания института, была принята в труппу Театра имени Моссовета, тогда же поступила в стажёрскую группу Московского театра «Мастерская Петра Фоменко».
В 2009 году получила главную роль (Алиса) в спектакле «Алиса в Зазеркалье» по мотивам сказок «Алиса в Стране чудес» и «Алиса в Зазеркалье» Льюиса Кэрролла режиссёра Ивана Поповски, премьера которого состоялась 19 июня 2010 года на сцене Московского театра «Мастерская Петра Фоменко». С началом репетиций, из-за невозможности совмещать работу в двух театрах, актрисе пришлось покинуть Театр имени Моссовета. 
С 2010 года состоит в труппе Московского театра «Мастерская Петра Фоменко».
В кино Вера Строкова попала также прямо из института, когда режиссёр Сергей Урсуляк посмотрел записи учебных работ и без проб взял её на роль молодой жены разведчика Исаева в свой сериал «Исаев», который вышел на экраны в 2009 году. 
В 2011 году актриса исполнила свою первую главную кинороль (Вера) в музыкальной кинокомедии «Шапито-шоу» режиссёра Сергея Лобана.

## Творчество

### Театральные работы

#### «Театральное товарищество 814» (Москва)
- 2006 — «Сны Родиона Раскольникова» по мотивам романа «Преступление и наказание» Ф. М. Достоевского (режиссёр — Павел Сафонов) — Софья (Соня) Семёновна Мармеладова, дочь Семёна Захаровича Мармеладова, титулярного советника

#### Театр имени Моссовета
- «Муж, жена и любовник» — Наденька
- 2006 — «Мораль пани Дульской» по одноимённой сатирической комедии польского драматурга Габриели Запольской (режиссёр-постановщик — Павел Хомский) — Меля Дульская, дочь пани и пана Дульских[8]
- «Обручённые» — Лючия

#### Московский театр «Мастерская Петра Фоменко»
- 2007 (по настоящее время) — «Война и мир. Начало романа» по роману «Война и мир» Льва Толстого (постановка — Пётр Фоменко; премьера — 7 февраля 2001 года) — Элен Курагина / Наташа Ростова
- 2009 (по настоящее время) — «Сказка Арденского леса», музыкальный спектакль по мотивам пьесы Уильяма Шекспира «Как вам это понравится» (автор и композитор — Юлий Ким, постановка — Пётр Фоменко; премьера — 5 января 2009 года) — Феба, пастушка
- 2009 (по настоящее время) — «Улисс» по одноимённому роману Джеймса Джойса (постановка и инсценировка — Евгений Каменькович, режиссёр — Вера Камышникова; премьера — 1 февраля 2009 года) — Марта / Дилли Дедал / Крошка / Герти Макдауэлл / Зоя
- 2010 (по настоящее время) — «Рыжий», музыкальный спектакль на стихи Бориса Рыжего и музыку Сергея Никитина (руководитель постановки — Евгений Каменькович, режиссёр — Юрий Буторин; премьера — 19 марта 2010 года) — проводница / некто Н. / ангел / жена
- 2010 (по настоящее время) — «Алиса в Зазеркалье» по мотивам сказок «Алиса в Стране чудес» и «Алиса в Зазеркалье» Льюиса Кэрролла (режиссёр — Иван Поповски; премьера — 19 июня 2010 года) — Алиса[7]
- 2012 (по настоящее время) — «Театральный роман» («Записки покойника») по одноимённому роману Михаила Булгакова (авторы спектакля — Пётр Фоменко, Кирилл Пирогов; премьера — 10 апреля 2012 года) — вторая разведённая жена / Маргарита Петровна Таврическая / Вешнякова / дама, потерявшая сумочку / Мисси
- 2012 (по настоящее время) — «Дар» по одноимённому роману Владимира Набокова (постановка и инсценировка — Евгений Каменькович; премьера — 11 сентября 2012 года) — Александра Яковлевна Чернышевская, сестра литератора Александра
- 2014 (по настоящее время) — «Фантазии Фарятьева» по одноимённой пьесе Аллы Соколовой (режиссёр — Вера Камышникова; премьера — 1 февраля 2014 года) — Люба
- 2014 (по настоящее время) — «Руслан и Людмила» по одноимённой поэме-сказке Александра Пушкина (руководитель постановки — Евгений Каменькович, режиссура и инсценировка — Михаил Крылов; премьера — 15 марта 2014 года) — дева волшебного замка
- 2015 (по настоящее время) — «Школа жён» по одноимённой пьесе Мольера (режиссёр — Михаил Крылов; премьера — 22 декабря 2015 года) — Агнеса, воспитанница Арнольфа
- 2016 (по настоящее время) — «Мамаша Кураж» по пьесе «Мамаша Кураж и её дети» Бертольта Брехта (постановка — Кирилл Вытоптов; премьера — 18 мая 2016 года) — Катрин Гаупт, немая дочь Анны Фирлинг по прозвищу «Мамаша Кураж»

### Фильмография
1. 2004 — Самара-городок — эпизод
2. 2009 — Исаев (фильм «Пароль не нужен») — Сашенька Гаврилина, журналист, поэтесса, молодая жена разведчика Исаева[1][2]
3. 2009 — Россия 88 — Юля, сестра Александра («Штыка»)
4. 2011 — Шапито-шоу — Вера (главная роль)
5. 2011 — Откровения (серия № 14 «Парк») — Агата-Агата, девушка, столкнувшаяся на велосипеде с Олегом Ли́стоком в парке
6. 2012 — Откровения. Реванш (все серии) — Ева, борец за справедливость, мститель-одиночка (главная роль)
7. 2013 — Ёлки 3 — Вика, создатель группы «Бумеранг добра»
8. 2013 — Привычка расставаться — Мария
9. 2014 — Ёлки 1914 — девушка-доброволец
10. 2014 — Поиски улик — Вера, бывшая жена Артёма Сергеева, сноха генерала полиции
11. 2015 — Охотник за головами — Тася, напарница Сани
12. 2015 — Взгляд из прошлого — Марта Евгеньевна Романова, молодой следователь прокуратуры, лейтенант полиции, дочь судьи Евгения Павловича Романова (главная роль)
13. 2015 — Леди исчезают в полночь — Софья Петровна Кузнецова (Соня, «Патиссон»), специалист по рекламе (главная роль)
14. 2016 — Вечный отпуск — Инга Канчельскис
15. 2016 — Невеста из Москвы — Алёна Забелина, учитель физкультуры, дочь Ангелины (главная роль)
16. 2020 — Золотое кольцо — Диана
17. 2020 — Настоящее будущее — Ира
18. 2021 — Настя, соберись! — Вика
19. 2022 — Портрет незнакомца — Лена
20. 2022 — Начальник разведки — Лидия Фитина